# Vägruta
Vägruta (Thalictrum venulosum) är en ranunkelväxtart som beskrevs av Trelease. Enligt Catalogue of Life ingår Vägruta i släktet rutor och familjen ranunkelväxter, men enligt Dyntaxa är tillhörigheten istället släktet rutor och familjen ranunkelväxter. Arten förekommer tillfälligt i Sverige, men reproducerar sig inte. Inga underarter finns listade i Catalogue of Life.